# 212998 Tolbachik
212998 Tolbachik è un asteroide della fascia principale. Scoperto nel 1977, presenta un'orbita caratterizzata da un semiasse maggiore pari a 1,9582298 UA e da un'eccentricità di 0,0602621, inclinata di 21,01088° rispetto all'eclittica.
L'asteroide è dedicato all'omonimo vulcano nella penisola russa della Kamčatka.